# 스티브 러셀

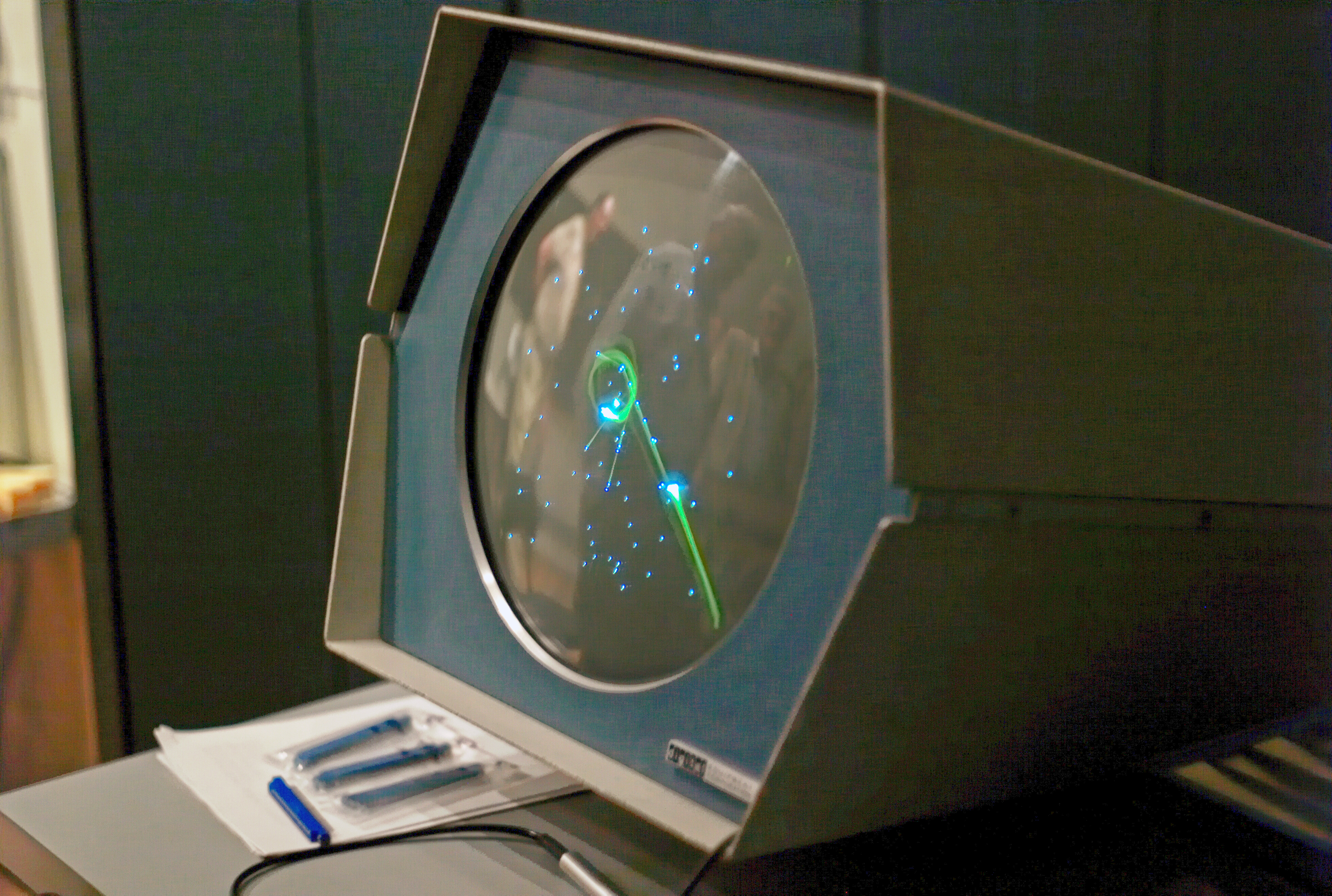
컴퓨터 역사 박물관에 전시된 PDP-1의 스페이스워!

스티븐 "스티브" 러셀 (1937년 ~ ) 은 최초의 비디오 게임들 중 하나인 스페이스워!를 만든 컴퓨터 과학자이다.

## 일생
다트머스 대학에 1954년 입학, 1958년 졸업.
1961년, 러셀은 MIT의 동기들과 모여 PDP-1 미니 컴퓨터로 스페이스워!를 제작, 비디오 게임 시장 건립에 중요한 역할을 함.

## 같이 보기
- 스페이스워!